# Amparo Soler Leal
Amparo Soler Leal (Madrid, 23 d'agost de 1933 − Barcelona, 25 d'octubre de 2013) va ser una actriu espanyola. Era catalanoparlant, donat que el seu pare era valencià i ocasionalment ella va actuar en llengua catalana.

## Biografia

### Teatre
Nascuda dins una família d'artistes, era filla dels actors Salvador Soler Marí i Milagros Leal. Debutà a l'escena l'any 1948 amb l'obra No me mientas tanto, d'Alfonso Paso. Més tard s'incorporà a la companyia del Teatro María Guerrero i sota la direcció de Luis Escobar va recollir èxits com Historias de una casa, de Joaquín Calvo Sotelo.
Va mantenir durant els anys següents una intensa activitat teatral, amb èxits com Prision de soledad. Després va passar per les companyies de Catalina Bárcena i Ernesto Vilches, finalment, entrada la dècada dels seixanta, va formar la seva pròpia companyia amb la qual va interpretar obres de Luigi Pirandello i de Jean Paul Sartre.
Tanmateix, i des que el 1975 protagonitzà l'obra La señorita Julia, s'apartà una llarga temporada dels escenaris teatrals per a centrar-se en la seva carrera cinematogràfica. No va tornar a fer teatre fins a l'any 1994, per interpretar El zoo de cristal, a les ordres de Mario Gas.

### Cinema
En cinema havia debutat el 1952 amb la pel·lícula Puebla de las mujeres, d'Antonio del Amo. Però la seva popularitat es va incrementar amb el film Usted puede ser un asesino (1952), de José María Forqué. A la dècada de 1960 participà en diversos films d'èxit popular, com La gran familia (com a esposa del protagonista Alberto Closas) i la comèdia Las que tienen que servir (al costat de Concha Velasco).
Treballà tant en papers còmics com en els dramàtics a les ordres de directors prestigiosos com: Luis Buñuel (El discreto encanto de la burguesía), Pedro Olea (El bosque del lobo), Jaime de Armiñán, Fernando Fernán Gómez (Las bicicletas son para el verano), Pilar Miró (El crimen de Cuenca) i Pedro Almodóvar (¿Qué he hecho yo para merecer esto?).
Especialment es recorda la seva col·laboració amb Luis García Berlanga amb títols com Plácido, Tamaño natural, La vaquilla i la trilogia iniciada amb L'escopeta nacional. També va intervenir en el darrer film de Berlanga: París-Tombuctú.
Malgrat això mai va ser nominada als Premis Goya, potser perquè la major part de la seva carrera es va desenvolupar abans de la creació d'aquests premis cinematogràfics (1986).

### Televisió
En la televisió protagonitzà la comèdia Tres eran tres (1972-1973) i va fer col·laboracions en altres sèries com El olivar de Atocha (1988), per a TVE; Querido Maestro (1996-1998), per a Telecinco, i Condenadas a entenderse (1999), per a Antena 3, així com la presentació del programa Juego de niños (1989).

## Vida personal
Va estar casada amb Adolfo Marsillach, de qui va obtenir la nul·litat matrimonial el 1965, quatre anys després es casà amb el productor Alfredo Matas, el qual morí el 1996. No tenia fills. Ella morí a Barcelona el 2013 per una insuficiència cardíaca.

## Filmografia (selecció)
- Puebla de las mujeres (1952)
- Usted puede ser un asesino (1961)
- Plácido (1961)
- El grano de Mostaza (1962)
- Vuelve San Valentín (1962)
- La gran familia (1962)
- La barca sin pescador (1964)
- Las que tienen que servir (1967)
- El bosque del lobo (1971)
- El discreto encanto de la burguesía (1972)
- Tamaño natural (1973)
- El amor del Capitán Brando (1973)
- Jo, Papá (1975)
- La adúltera (1975)
- Retrato de familia (1976)
- L'escopeta nacional (1977)
- El crimen de Cuenca (1980)
- El divorcio que viene (1980)
- Gary Cooper, que estás en los cielos (1980)
- Patrimonio Nacional (1980)
- Las aventuras de Enrique y Ana (1981)
- Martes y trece...ni te cases ni te embarques (1982)
- Nacional III (1982)
- Bearn o la sala de les nines (1982)
- Las bicicletas son para el verano (1983)
- ¿Qué he hecho yo para merecer esto? (1984)
- La vaquilla (1985)
- La teranyina (1990)[3]
- Todos a la cárcel (1993)
- París-Tombuctú (1999)
- Janis y John (2003)

## Premis i nominacions
Fotogramas de Plata
| Any  | Categoria                                                   | Pel·lícula                          | Resultat   |
| ---- | ----------------------------------------------------------- | ----------------------------------- | ---------- |
| 2003 | Fotogramas de Plata a Tota una vida                         | Fotogramas de Plata a Tota una vida | Guanyadora |
| 1983 | Fotogramas de Plata a la millor actriu de cinema            | Bearn o la sala de les nines        | Guanyadora |
| 1963 | Fotogramas de Plata al millor intèrpret del cinema espanyol | La gran familia                     | Guanyadora |

Círculo de Escritores Cinematográficos
| Any  | Categoria                   | Pel·lícula                   | Resultat   |
| ---- | --------------------------- | ---------------------------- | ---------- |
| 1983 | Millor actriu principal     | Bearn o la sala de les nines | Guanyadora |
| 1975 | Milor actriu de repartiment | Jo, papá                     | Guanyadora |
| 1962 | Millor actriu principal     | La gran familia              | Guanyadora |

Premis ACE (Nova York)
| Any  | Categoria     | Pel·lícula          | Resultat   |
| ---- | ------------- | ------------------- | ---------- |
| 1980 | Millor actriu | El crimen de Cuenca | Guanyadora |

Altres
- Medalla de Oro al Mérito en las Bellas Artes (1995)
- Premi del Sindicat Nacional de l'Espectacle per Usted puede ser un asesino (1961)